# Johnny Rapid
Johnny Rapid (geboren als Hylan Anthony Taylor; 24. August 1992 in Conyers, Georgia) ist ein US-amerikanischer schwuler pornografischer Filmschauspieler.
Seit 2010 ist er in über 200 pornografischen Szenen für das Men.com-Studio aufgetreten. Er betreibt jetzt seine eigene Website.

## Frühes Leben
Hylan Anthony Taylor wurde am 24. August 1992 in Conyers, Georgia, in der Nähe von Atlanta geboren. Als Teenager war er ein ziemlicher Autoliebhaber und ein Boxer. Er schloss 2010 die Rockdale District School ab. Als er mitten im Sommer seinen Job verlor, dachte er, dass das Spielen in Pornofilmen eine gute Möglichkeit sein könnte, schnell Geld zu verdienen.

## Pornografische Karriere
Bevor er seine Karriere für Men.com aufbaute, spielte er auch mehrere Szenen für Boys First Time und Bukkake Boys Studios. Zum ersten Mal trat er in einer Szene namens Rapid Fire auf, die am 23. Dezember 2011 veröffentlicht wurde.
Im Jahr 2013 spielte er die Rolle des Charlie David in dem Film I'm a Porn Star. Er wurde auch zu einem der Modelle von Andrew Christian. Er posierte für ihn für die Werbespots Waking Up with Johnny Rapid (April 2013) und Studburbia (Juli 2013).
Im Januar 2015 bot Men.com dem kanadischen Sänger Justin Bieber öffentlich 2 Millionen Dollar an, um eine pornografische Szene mit Johnny Rapid zu drehen. Der Sänger antwortete nie.
Im Jahr 2017 war er einer der gefragtesten Schauspieler auf der Pornhub-Website in der Kategorie Schwulenporno.
Der Medienwissenschaftler Joseph Brennan untersuchte in einer 2021 veröffentlichten Fallstudie zu Rapid, wie er als Pornostar mit dem Altern umgehe. Er „habe dem Schicksal vieler Twink-Darsteller, die bereits im Alter von 23 Jahren langsam als zu alt gelten würden, ab 2015 durch eine "Neuerfindung" als Bareback-Star widerstanden. Der Umstieg auf kondomlosen Sex habe die Karriere von Rapid gerettet.“

## Privatleben
Johnny Rapid, der sein Privatleben diskret behandelt, definierte sich früher als heterosexuell und damit als "Gay for Pay"-Schauspieler; jetzt identifiziert er sich jedoch als bisexuell.
Im Dezember 2014 wurde er wegen des angeblichen Angriffs auf seine Frau verhaftet, die sich weigerte, ein Trio mit einem anderen Mädchen zu organisieren, das vierzehn Jahre alt war. Er kam nach einem Tag Haft gegen Zahlung einer Kaution von 2500 Dollar aus dem Gefängnis frei.